# Manoel Messias Silva Carvalho
Manoel Messias Silva Carvalho, genannt Manoel, (* 26. Februar 1990 in Bacabal) ist ein brasilianischer Fußballspieler, der aktuell für den Fluminense FC spielt. Der Rechtsfuß spielt vorwiegend in der Innenverteidigung.

## Karriere
Ab 2014 spielte Manoel beim Cruzeiro EC, er kam für eine Ablösesumme von 7,2 Millionen Real von Atletico Paranaense. Mit Cruzerio wurde Manoel 2014 nationaler Meister und zwei Mal Pokalsieger. Bis zu seinem Wechsel zum SC Corinthians Anfang 2019 bestritt er für den Klub 122 Spiele in verschiedenen Wettbewerben und erzielte dabei sieben Tore. Im Januar 2019 wechselte er auf Leihbasis für ein Jahr zu Corinthians. Eine der Klauseln beim Wechsel beinhaltete, dass sich Cruzeiro verpflichtet, weiterhin ca. 30 % des Gehalts von Manoel in Höhe von 135.000 Real zu zahlen.
Nach Ende der Leihe bei Corinthians schloss sich eine weitere an. Manoel ging in die Türkei zu Trabzonspor, wo er einen Vertrag bis Saisonende erhielt. Aufgrund der Unterbrechung der Saison durch die Corona-Pandemie wurde der Vertrag um einen Monat verlängert. Nach Ablauf der Frist kehrte Manoel mit nur einem Spiel für Trabzonspor im Pokalwettbewerb zu Cruzeiro zurück, bei welchem er bis Jahresende einen laufenden Vertrag hat. Zu diesem Zeitpunkt waren seine Transferrechte auf vier Parteien verteilt, Cruzeiro (30 %), Supermercados BH (10 %), dem Manoel selbst (10 %) und Athletico Paranaense (50 %).
2021 wechselte er zum Fluminense FC. Mit dem Klub konnte er dessen ersten internationalen Titelgewinn feiern. Im Finale der Copa Libertadores 2023 am 4. November konnte Boca Juniors 2:1 bezwungen werden. In dem Turnier kam er zu aber nur zu einem Spiel in der Gruppenphase.

## Erfolge
Atletico Paranaense
- Staatsmeisterschaft von Paraná: 2009
- Marbella Cup: 2013

Cruzeiro EC
- Campeonato Brasileiro de Futebol: 2014
- Copa do Brasil: 2017, 2018
- Staatsmeisterschaft von Minas Gerais: 2018

Corinthians
- Staatsmeisterschaft von São Paulo: 2019

Fluminense
- Taça Guanabara: 2022
- Staatsmeisterschaft von Rio de Janeiro: 2022, 2023
- Copa Libertadores: 2023

Auszeichnungen
- Auswahlspieler der Campeonato Brasileiro: 2013